# 사토 아오이
사토 아오이(일본어: 佐藤 碧, 1997년 9월 25일~)는 일본의 축구 선수이다.

## 구단 경력
그는 2020년 일본 풋볼 리그의 소니 센다이 FC에 입단했고, 2년동안 팀에서 뛰었다. 2022년 J3리그의 반라우레 하치노헤로 이적했다.